# はじめてのCHEMISTRY
『はじめてのCHEMISTRY』（はじめてのケミストリー）は、CHEMISTRY3枚目のベスト・アルバム。2019年2月13日発売。発売元はソニー・ミュージックアソシエイテッドレコーズ。

## 解説
2001年から2018年にCHEMISTRYが発表した、シングル・アルバムから選ばれた楽曲を収録。そのうちの2曲はライヴ音源で収録。37thシングル「もしも/夜行バス」と同時発売。楽曲はファン投票にて選ばれている。
本作を発売する経緯について、CHEMISTRYの2人はそれぞれ以下の通り、コメントしている。

## 収録曲
1. PIECES OF A DREAM
作詞：麻生哲朗／作曲・編曲：藤本和則
1stシングル
2. You Go Your Way (Album Version)
作詞：小山内舞／作曲：豊島吉宏／編曲：MAESTRO-T
3rdシングル
3. 愛しすぎて
作詞：RYOJI・小山内舞／作曲：YANAGIMAN・RYOJI
編曲：YAMAGIMAN
1stアルバム『The Way We Are』収録曲
4. Point of No Return
作詞：麻生哲朗／作曲・編曲：藤本和則
2ndシングル
5. 君をさがしてた～The Wedding Song～
作詞・作曲：川口大輔／編曲：土肥真生
2ndシングル
6. It Takes Two
作詞：小山内舞／作曲：和田昌哉
編曲：Larry Gold・和田昌哉
6thシングル
7. My Gift to You
作詞：小山内舞 and S.O.S.
作曲・back ground vocal：S.O.S.
編曲：和田昌哉 and S.O.S.
7thシングル
8. キミがいる (Single Version) (FINAL MIX)
作詞：秦建日子／作曲：市川淳／編曲：河野伸
14thシングル
9. キスからはじめよう
作詞・作曲：合山瑞枝／編曲：宗像仁志
25thシングルのカップリング
10. 最期の川
作詞：秋元康／作曲：井上ヨシマサ／編曲：CHOKKAKU
22ndシングル
11. 白の吐息 (from LIVE TOUR 2018-2019 “Gravity”)
作詞：Juve／作曲：為岡そのみ／編曲：村山晋一郎
13thシングルのライヴ音源
12. 13ヶ月 (from LIVE TOUR 2018-2019 “Gravity”)
作詞：松尾潔／作曲：松尾潔・豊島吉宏
編曲：和田昌哉・MAESTRO-T・川口大輔
36thシングルのライヴ音源